# Эксплорер-5
«Эксплорер-5» (англ. Explorer-V — Исследователь) — американский искусственный спутник Земли (ИСЗ). Попытка запуска ракетой Юнона-1 закончилась неудачно: первая ступень при отделении столкнулась с блоком верхних ступеней, и вторая ступень запустилась в неверном направлении.